# Barlovento (Hiszpania)
Barlovento – gmina w Hiszpanii, w prowincji Santa Cruz de Tenerife, we wspólnocie autonomicznej Wysp Kanaryjskich, o powierzchni 43,55 km². W 2011 roku gmina liczyła 2085 mieszkańców.